# سوکس
سوکِس دهکده و منطقه شهرداری در آبخوست اصلی ایالت پوناپی، ایالات فدرال میکرونزی است.
پایتخت ایالت و آبخوست پوناپی شهر پالیکیر است که در این منطقه قرار دارد. همچنین شبه‌جزیره سوکس در شمال آبخوست پوناپی در این منطقه قرار دارد.

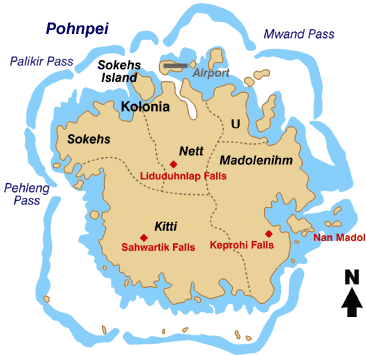
نقشه آبخوست پوناپی و تقسیمات کشوری آن

## آموزش و پرورش
وزارت آموزش و پرورش ایالت پوناپی مدرسه‌های دولتی زیر را در منطقه سوکس اداره می‌کند:
- دبستان لِوِتیک[۱]
- دبستان پاکِین[۱]
- دبستان پالیکیر[۱]
- دبستان آر اِس پی[۱]
- دبستان سِکِرِ[۱]
- دبستان سوکِس پُوِ[۱]

دبیرستان بیلی اولتر (با نام «پیشین مدرسه مرکزی جزیره پوناپی» و «مدرسه مرکزی جزایر اقیانوس») در کولونیا از کولونیا، نت، سوکس، و یو، دانش‌آموز می‌پذیرد.